# Авиация (коктейль)
«Авиа́ция» (англ. Aviation) — алкогольный коктейль на основе джина, вишнёвого ликёра мараскино, фиалкового ликёра Crème de Violette и лимонного сока. Коктейль так назван, вероятнее всего, из-за его серебристо-серого цвета, который напоминает о небе и стремительно развивающейся во времена изобретения коктейля (начале XX века) авиации. Классифицируется как коктейль на весь день (англ. All day cocktail). Входит в число официальных коктейлей Международной ассоциации барменов (IBA), категория «Незабываемые» (англ. Unforgettables).

## История

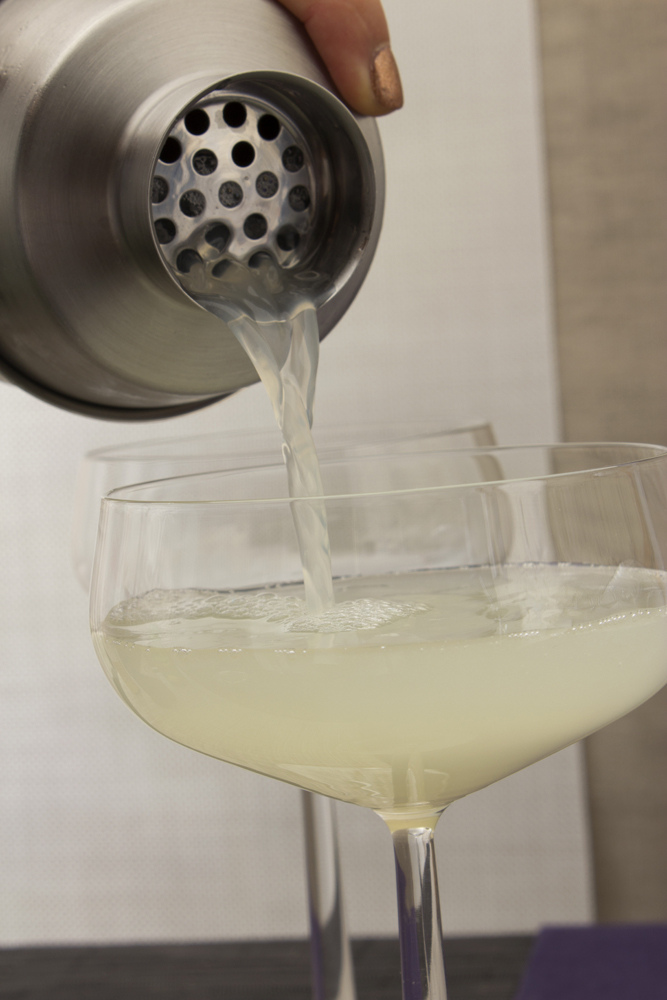
Коктейль смешивался и процеживался так, чтобы в бокале не было льда.

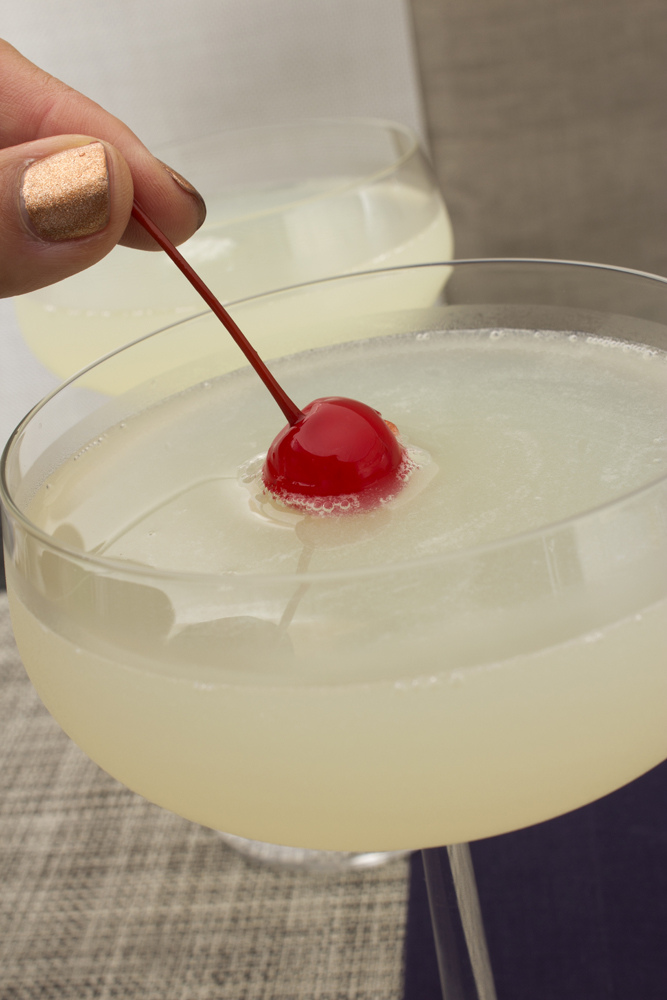
Готовый коктейль украшается коктейльной вишней.

### Изобретение
Коктейль "Авиация" появился в 1911 году, однако официально годом рождения коктейля считается 1916. Уроженец Германии Энсслин работал в то время барменом отеля «Уоллик» (англ. Wallick Hotel) на Таймс-сквере в Нью-Йорке, ранее Баррет хауз (англ. Barrett House) (ок.1882-1900) и Кадиллак отель (англ. Cadillac Hotel) (1900—1910), бар которого был ликвидирован в 1919 году вследствие слияния с отелем Кларидж (англ. Claridge Hotel). В 1916 году Хьюго Энсслин издал известный сборник рецептов коктейлей «Recipes for Mixed Drinks», а в 1917 году вышло второе расширенное издание:S. 7. Известный исследователь истории коктелей Девид Вондрих (англ. David Wondric) утверждает, что рецепт «Авиации» был включен уже в первое издание. В рецепте Хьюго в состав коктейля входили: джин, лимонный сок и по паре дэшей ликёра мараскино, и фиалкового ликёра (Crème de Violette). Ингредиенты тщательно смешиваются с кусочками льда и процеживаются так, чтобы в готовом коктейле не было льда. По задумке автора, фиалковый ликёр использовался для придания коктейлю цвета неба. Этот оригинальный рецепт был включён Патриком Гэвином Даффи (англ. Patrick Gavin Duffy) в свою книгу «Официальная инструкция миксов» (англ. «Official Mixer’s Manual»), изданную в 1934 году. Рецепт был практически идентичным первоначальному, только не указывалась марка джина. В 1930 году Гарри Креддок, в своей книге рецептов коктейлей «The Savoy сocktail вook» упразднил в рецептуре фиалковый ликёр, чем создал ещё одну версию коктейля "Авиация". Доподлинно неизвестны мотивы его поступка, - скорее всего, причиной был дефицит фиалкового ликёра. Некоторое время существовали обе версии коктейля, но со временем оригинальный рецепт коктейля был забыт, так как «The Savoy Cocktail Book» стала очень популярной книгой, поскольку Крэддок был президентом ассоциации гильдии барменов Великобритании. В сборнике рецептов «The Savoy Cocktail Book» был указан следующий рецепт коктейля “Авиация”: две части джина, одна часть лимонного сока и два дэша ликера Мараскино.

### Потеря популярности и возрождение коктейля
До начала XXI века коктейль почти полностью был забыт, и если где-то и встречался рецепт, то без фиалкового ликёра. Фиалковый ликёр перестал изготовляться большинством производителей спиртных напитков и почти полностью исчез с рынка во второй половине XX века. В 2004 году Девид Вондрих создаёт книгу, в которой помещает оригинальный рецепт коктейля авиация Хьюго Энсслина. Книга стала доступна широкой общественности в 2009 году. С того момента, коктейль «Авиация» стал вновь быстро набирать популярность в ходе возрождения старых рецептов коктейлей. В конце 2011 года коктейль был принят Международной ассоциацией барменов (IBA), в их список «официальных коктейлей» в качестве «незабываемого» напитка, хотя по-прежнему без фиалкового ликёра. Но несмотря на это, сегодня много барменов со всего мира готовят коктейль по оригинальному рецепту 1916 года.

## Похожие коктейли
Очень подобным классическому коктейлю Авиация, является коктейль Голубая луна (англ. Blue Moon), который также упоминается уже в 1916 году в сборнике рецептов Энсслина. Он состоит из двух частей джина, одной части французского сухого вермута, биттера, и нескольких дэшей сиреневого ликёра Crème Yvette, очень похожего на фиалковый ликёр. Вместо вермута в коктейле Голубая луна Энсслин предлагал также использовать красное вино Бордо, однако в поздних версиях отказался от него, заменив на лимонный сок как в коктейле Авиация, поэтому коктейль Голубая луна очень похож на коктейль Авиация:S. 9. Единственное различие напитков в том, что классический рецепт коктейля Голубая луна не содержит ликёра Мараскино. Похожие рецепты содержатся в сборниках Кросби Гейджа (англ. Crosby Gaige), изданного 1941 году и Дэвида Эмбри. В сборнике Эмбри в рецепт коктейля входит ликёр Crème Yvette или ликёр Parfait d’Amour:S. 143. Сегодня коктейль Голубая луна готовят, например, с 40 мл сухого джина 10 мл свежевыжатого лимонного сока и фиалкового ликёра.
Ещё один коктейль с фиалковым ликёром — коктейль Лунный свет, который состоит из джина, сока лайма, апельсинового ликёра (Куантро) и фиалкового ликёра.